# I Don't Know How She Does It
I Don't Know How She Does It is een Amerikaanse komediefilm uit 2011 met in de hoofdrol Sarah Jessica Parker. De film is gebaseerd op het gelijknamige boek van Allison Pearson uit 2002. De film ontving slechte recensies en was geen succes in de bioscopen. Sarah Jessica Parker was genomineerd voor een Razzie maar won niet.

## Rolverdeling
- Sarah Jessica Parker, als Kate Reddy
- Pierce Brosnan, als Jack Abelhammer
- Greg Kinnear, als Richard Reddy
- Busy Philipps, als Wendy Best
- Olivia Munn, als Momo Hahn
- Christina Hendricks, als Allison Henderson
- Emma Rayne Lyle, als Emily Reddy
- Kelsey Grammer, als Clark Cooper
- Natalie Gold, als jonge moeder